# Баграт V Сліпий
Баграт V Сліпий (груз. ბაგრატ V, 1647–1681) — цар Імереті (1660–1661, 1663–1668, 1669–1678, 1679–1681), старший син і наступник Олександра III.

## Життєпис
За життя свого батька Баграт посварився з ним і разом з матір'ю був вигнаний, але невдовзі повернувся до столиці та був проголошений спадкоємцем царського трону. 1660 року, після смерті батька, зайняв престол. Його мачуха Дареджан одружила його зі своєю племінницею Кетеван, дочкою кахетинського царя Давида. Однак 1661 року, за неправдивим доносом, Дареджан наказала схопити свого пасинка, забрала у нього дружини та засліпила. Дареджан привела до Кутаїсі царевича Вахтанга, який вважався родичем імеретінських царів, вийшла за нього заміж і почала правити в Імереті, а Вахтанга проголосила царем.
1661 року місцеві вельможі, невдоволені правлінням Дареджан та її чоловіка, звернулись по допомогу до турецького паші Ахалцихе Аслана-паші. Останній з військом вступив до Імеретії. На його бік перейшли князі Дадіані та Гурієлі. Аслан-паша відновив Баграта Сліпого на царському престолі. Проте того ж року Картлійський цар Вахтанг V посадив на імеретінський престол свого сина Арчіла.
1663 на вимогу турецького султана Вахтанг V був змушений вивести Арчіла з Імереті. Тоді місцеві вельможі попрохали повернути на царство Баграта Сліпого.
1666 року крупний імеретінський мтавар Сехнія Чхеїдзе, невдоволений правлінням Баграта, змовився з ахалциським пашею та привів до Імеретії турецьке військо. Чхеїдзе потай вступив до Кутаїсі та зайняв міську фортецю, де залишив турецький гарнізон. Наступного року інший вельможа, Бежан Лордкіпанідзе захопив Кутаїську фортецю, перебив турецький гарнізон і передав фортецю царю Баграту.
1668 року цариця Дереджан пообіцяла ахалциському паші двадцять тисяч алтин, якщо він посадить її на царство в Імереті. Восени того ж року Аслан-паша, вторгся до Імереті. Баграт не зміг опиратись і втік до Картлі. Також 1668 року царицю Дареджан було вбито разом з її чоловіком Вахтангом. Місцеві вельможі посадили на царський престол гурійського князя Деметре Гурієлі. За якийсь час імеретінці схопили, засліпили та вигнали Деметре. Тоді Алсан-паша прислав князем до Гурії Георгія Гурієлі, сина Кайхосро. Вельможі попрохали картлійського царя Шахнаваза прислати до них на царство Баграта Сліпого.
1669 Баграт повернувся та втретє зайняв престол. Сехнія Чхеїдзе виступив проти царя. Останній, зібравши військо, розгромив заколотників, сам Сехнія був убитий.
1671 року до Імереті вторгся князь Леван Дадіані. Баграт зібрав військо та у битві при Гегуті розгромив Левана. Гурійський князь Георгій Гурієлі був невдоволений правлінням Баграта і звернувся по допомогу до ахалциського паші. Паша з турецьким військом виступив на Імеретію. 1672 року в битві під столицею Баграт зазнав поразки і потрапив у турецький полон. Баграт пообіцяв великого хабара ахалциському паші, якщо той поверне його на царство. Паша хабар узяв і повернув Баграта на царський престол. В обмін Баграт віддав свого сина Олександра у заручники.
Взимку Баграт зібрав військо та виступив у похід проти князя Георгія Гурієлі. Баграт спустошив та розграбував Гурію. Георгій не зміг йому опиратись. 1674 року Баграт прибув під Кутаїсі, захопив фортецю та вивів звідти турецький гарнізон. 1677 року Баграт зміг переманити на свій бік князя Георгія Гурієлі, одруживши того зі своєю дочкою Дареджан.
1678 року до Імереті прийшов картлійський царевич Арчіл та зайняв Сурамі. 1678 року Арчіл удруге зайняв царський престол в Кутаїсі. Баграт Сліпий утік до Гурії, а цариця Тамара залишилась у фортеці Сканда. Баграт за підтримки князя Гурієлі звернувся по допомогу до Аслана-паші. Турецький султан відрядив на допомогу Баграту ерзурумського пашу з військом. У серпні 1679 турки вторглись до Імереті. Арчіл утік до Рачі. Ерзурумський паша наказав стратити Аслана-пашу, після чого спустошив Імеретію. Баграт Сліпий вчетверте зайняв престол.
1680 року, після смерті Левана Дадіані, Георгій Гурієлі убив його сина Манучара та безуспішно намагався захопити Мегрелію.